# Клајв Грејнџер
Сер Клајв Вилијам Џон Грејнџер (енгл. Clive William John Granger; 4. септембар 1934 — 27. мај 2009) — британски економиста. Добитник је Нобелове награде за економију 2003. године заједно са Робертом Инглом „за методе анализе економских временских серија са варијабилношћу времена или заједничким трендовима”.